# Jasper van den Bos

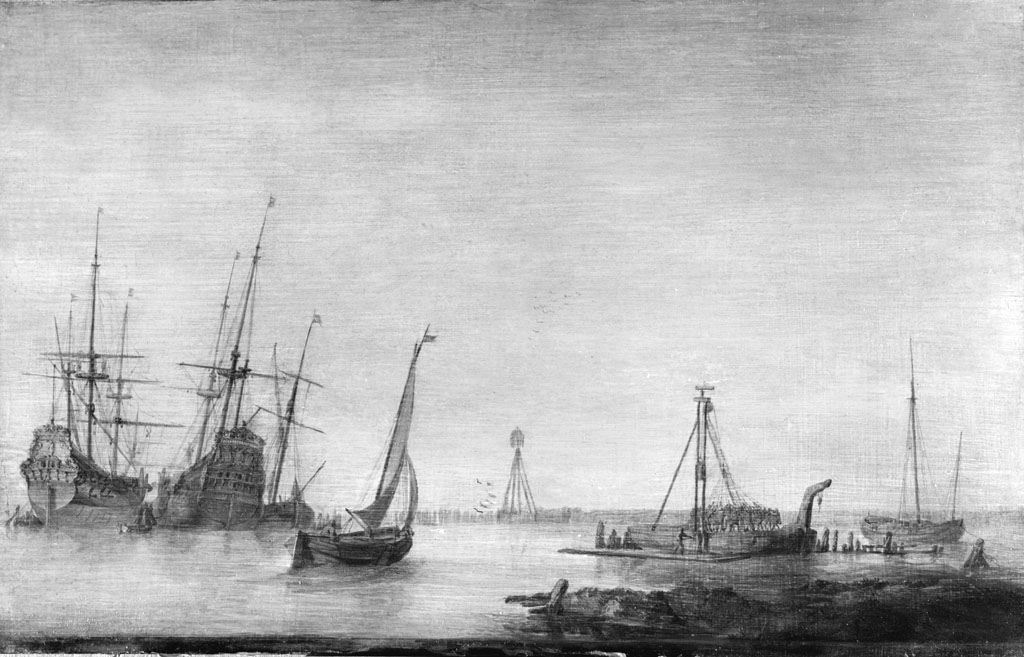
Kustgezicht. Amsterdam Museum

Jasper van den Bos (Hoorn, 1634 – ca. 1656) was een Noord-Nederlands kunstschilder uit de 17e eeuw, gespecialiseerd in maritieme onderwerpen.
Van den Bos, ook bekend als Gasper van den Bosch, stamde uit een familie van scheepsbouwers. Zijn vader was scheepstimmerman, een vak dat Jasper mogelijk van hem heeft geleerd. Naast zijn werk in de scheepsbouw ontwikkelde hij zich als getalenteerd pentekenaar en schilder. Zijn artistieke werk richtte zich vooral op maritieme voorstellingen, zoals zeegezichten, schepen, havens en scheepsbouw. Deze thema's waren populair in de Nederlandse Gouden Eeuw, waarin de zeevaart een centrale rol speelde in de samenleving en economie.
Jaspers werken dateren uit de periode 1650-1656, en hij was voornamelijk actief in zijn geboortestad Hoorn.
- Biografisch Portaal: 24526359
- International Standard Name Identifier: 0000 0000 8423 1308
- Library of Congress Control Number: nr91039647
- RKD-Nederlands Instituut voor Kunstgeschiedenis: 10940
- Virtual International Authority File: 7249410
- WorldCat: E39PBJdh3pKYyrMWbpQgqDgqcP